# Andrija Vuković
Andrija Vuković (* 3. August 1983 in Split, SFR Jugoslawien) ist ein ehemaliger kroatischer Fußballtorhüter.

## Karriere
Vuković begann seine Profifußballkarriere bei Hajduk Split. Ohne ein Spiel für die Profimannschaft dieses Vereins absolviert zu haben, wurde er erst an NK Solin ausgeliehen und anschließend im Sommer 2004 an NK Novalja abgegeben. Nachfolgend spielte er für diversen kroatische Vereine.
Zur Saison 2014/15 wechselte in die türkische Süper Lig zum Aufsteiger Balıkesirspor, mit dem er nach nur einer Saison wieder abstieg und bei dem er im Sommer 2022 seine Karriere als Aktiver beendete.

## Trivia
- Er ist der Zwillingsbruder vom kroatischen Handballspieler Drago Vuković.